# 埼玉学園大学
埼玉学園大学（さいたまがくえんだいがく、英語: Saitama Gakuen University）は、埼玉県川口市木曽呂1510番地に本部を置く日本の私立大学。1972年創立、2001年大学設置。

## 沿革

### 年表
- 1972年（昭和47年） - 学校法人峯徳学園創設
- 2001年（平成13年） - 埼玉学園大学開学。人間学部人間文化学科、経営学部経営学科を設置
- 2005年（平成17年） - 人間学部に幼児発達学科、経営学部に会計学科を開設
- 2009年（平成21年） - 幼児発達学科を子ども発達学科に改める。幼児発達学科以外で開講されていた昼夜開講制を取りやめる
- 2010年（平成22年） - 大学院経営学研究科を設置
- 2013年（平成25年） - 経営学部を経済経営学部に改組。大学院経営学研究科に博士後期課程を設置し、修士課程を博士前期課程に改める
- 2014年（平成26年） - 大学院心理学研究科臨床心理学専攻修士課程を設置
- 2015年（平成27年） - 大学院子ども教育学研究科子ども教育学専攻修士課程を設置
- 2017年 (平成29年） - 人間学部に心理学科を設置

## 教育および研究

### 組織

#### 学部
- 人間学部
  - 人間文化学科
  - 子ども発達学科
  - 心理学科
- 経済経営学部
  - 経済経営学科

#### 過去にあった学部学科
- 経営学部（平成24年度入学生まで）
  - 経営学科
  - 会計学科

#### 大学院
- 経営学研究科
  - 経営学専攻
- 心理学研究科
  - 臨床心理学専攻（修士課程のみ）
- 子ども教育学研究科
  - 子ども教育学専攻（修士課程のみ）

## 学生生活

### 部活動・クラブ活動・サークル活動
- サークル
体育会クラブ - 野球　テニス　バスケ　ダンス　フットサル　アウトドア　他
文化会クラブ - 外国語研究会　音楽研究会　テーマパーク研究　造形工房サークル　他

### 学園祭
- 毎年10月には、隣接している川口短期大学と合同で学園祭（埼玉学園大学では埼学祭・川口短期大学では明暁祭と呼ばれている）が開催されている。

## 大学関係者と組織

### 著名教員
- 服藤早苗：日本史学者。日本史・家族史・女性史・ジェンダー論専門。第6回女性史研究青山なを賞受賞。
- 奥山忠信：経済学史、経済原論専攻。元上武大学学長。
- 新田忠誓：会計学者。一橋大学名誉教授、商学博士、2009年旧経営学部長・教授。
- 近見正彦：保険学者、歴史学者。旧経営学部会計学科長・教授。
- 相澤幸悦：経済学者。旧経営学部教授。
- 若宮由美：音楽学者。人間学部で講師を務め、現在は帝京大学教育学部の非常勤講師。

## 施設

### キャンパス
- アクセス
武蔵野線東浦和駅から徒歩約15分
武蔵野線・埼玉高速鉄道線（埼玉スタジアム線）東川口駅からスクールバスで約9分
- 施設
大学校舎（教室・大教室・AVホール・情報メディアセンター他）
体育館棟（カフェテリア・体育館アリーナ）
テニスコート

## 併設教育機関

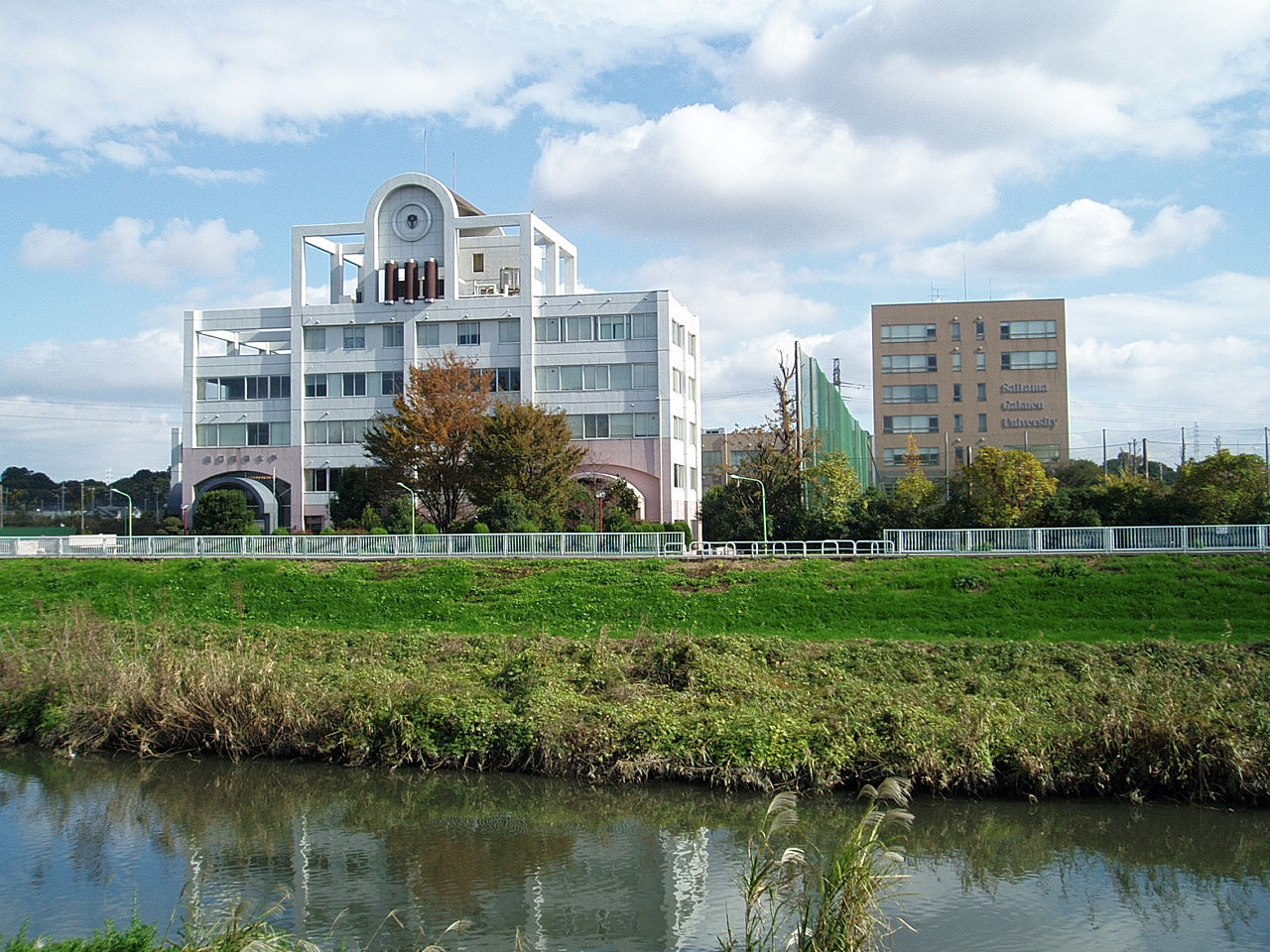
1号館（左、川口短大校舎）と 3号館（右、埼玉学園大学校舎）

- 川口短期大学
- 川口幼稚園
- 東川口幼稚園

## 対外関係

### 他大学との協定

#### 国内大学
- 放送大学[1]